# Pateramyces
Pateramyces är ett släkte av svampar. Pateramyces ingår i familjen Pateramycetaceae, ordningen Rhizophydiales, klassen Chytridiomycetes, divisionen pisksvampar och riket svampar.
| Pateramyces | \| \| Pateramyces corrientinensis \| \| \| \| |
|             | \| \| Pateramyces corrientinensis \| \| \| \| |
|             | Pateramyces corrientinensis                   |
|             |                                               |

|  | Pateramyces corrientinensis |
|  |                             |